# Luciano Beretta
Luciano Beretta (* 1. Januar 1928 in Mailand; † 11. Januar 1994 in Caprino Veronese) war ein italienischer Liedtexter.

## Werdegang
Er begann früh, Erfahrungen als Tänzer zu sammeln, bis er als Liedtexter und Berater bei Adriano Celentanos Plattenlabel Clan Celentano zu arbeiten begann. Daneben war er auch als Schauspieler, Maler, Dichter, Sänger und Choreograph tätig. Zwischen 1959 und den 70er-Jahren schrieb er für Celentano, meist zusammen mit dem Sänger selbst und Miki Del Prete, einige Hits und Klassiker der italienischen populären Musik, etwa Il ragazzo della Via Gluck, La coppia più bella del mondo, Chi non lavora non fa l’amore oder Una carezza in un pugno. Beretta versuchte, sich inhaltlich von der breiten Masse der Liedtexte seiner Zeit abzuheben. Neben Celentano arbeitete er mit Domenico Modugno, Orietta Berti, Mina, Milva, Caterina Caselli, Ornella Vanoni, Katty Line und I Camaleonti zusammen, zuletzt auch verstärkt mit der Sängerin Elide Suligoj. Außerdem übersetzte er Texte von Charles Aznavour, Édith Piaf und Gilbert Bécaud ins Italienische.
In der Via Garigliano in Mailand erinnert heute eine Gedenktafel an Beretta.

## Belege
1. ↑  Dino Tedesco: Addio a Luciano Beretta, paroliere della “Via Gluck”. In: Corriere della Sera. 12. Januar 1994, S. 27 (corriere.it (Memento vom 17. Februar 2015 im Internet Archive) [abgerufen am 22. September 2016]).
2. ↑  Luciano Beretta, biografia. In: Albo d’Oro. Musica e dischi, abgerufen am 22. September 2016 (italienisch, kostenpflichtiger Abonnement-Zugang).
3. 1 2  Enrico Deregibus (Hrsg.): Dizionario completo della Canzone Italiana. Giunti Editore, Mailand 2006, ISBN 978-88-09-75625-0, Miki Del Prete, S. 58 f.

| Personendaten    | Personendaten            |
| ---------------- | ------------------------ |
| NAME             | Beretta, Luciano         |
| KURZBESCHREIBUNG | italienischer Liedtexter |
| GEBURTSDATUM     | 1. Januar 1928           |
| GEBURTSORT       | Mailand                  |
| STERBEDATUM      | 11. Januar 1994          |
| STERBEORT        | Caprino Veronese         |